# Susan Saint James
Susan Jane Miller, coneguda artísticament com a Susan Saint James (Los Angeles, Califòrnia, 14 d'agost de 1946), és una actriu i activista nord-americana, coneguda especialment pels seus treballs en televisió entre les dècades dels 60 i 80.

## Biografia
Va créixer a la ciutat de Rockford, Illinois on va començar a treballar com a model quan encara era adolescent. A l'edat de 20 anys, es va traslladar a Califòrnia on va començar la seva carrera artística. Entre les seves primeres aparicions a televisió figuren dos episodis de la primera temporada de la popular sèrie Ironside, el 1967.
Més tard va intervenir en la sèrie The Name of the Game, que li va valer un Premi Emmy el 1969. Però el personatge que més popularitat li va proporcionar va ser el de Sally McMillan en la sèrie McMillan & Wife, que va interpretar entre 1971 i 1976, al costat de l'estrella de Hollywood Rock Hudson. Gràcies a aquest personatge, va rebre quatre nominacions per als Premis Emmy.
Va abandonar la sèrie per emprendre la seva carrera cinematogràfica, destacant en la pel·lícula Amor a la primera mossegada (1979), al costat de George Hamilton.
Després d'alguns fracassos cinematogràfics, va tornar a televisió amb la popular sèrie Kate and Allie al costat de Jane Curtin entre 1984 i 1989, en el paper de Kate McArdle, una dona que ha de criar la seva filla amb l'única ajuda de la seva amiga Allie. Va rebre tres noves nominacions per als Premis Emmy per aquest paper.
Després de la cancel·lació de Kate and Allie es va retirar del món de la interpretació, encara que a vegades ha realitzat intervencions especials en diferents sèries de televisió.